# Wombatowiec szerokogłowy
Wombatowiec szerokogłowy, wombat szerokogłowy (Lasiorhinus latifrons) – gatunek ssaka z rodziny wombatowatych (Vombatidae) podobny z wyglądu do małego niedźwiedzia, nazywany lokalnie buszowym spychaczem z powodu masywnej budowy i zdolności do szybkiego biegu. Przez tubylców jest poławiany dla futra.

## Taksonomia
Gatunek po raz pierwszy zgodnie z zasadami nazewnictwa binominalnego opisał w 1845 roku brytyjski biolog i paleontolog Richard Owen nadając mu nazwę Phascolomys latifrons. Miejsce typowe według oryginalnego opisu to „kontynentalna (Południowa) Australia”, tj. Australia Południowa, Australia. Holotyp według oryginalnego opisu to „czaszka wombata, przekazana przez gubernatora Greya”. Pierwsze żywe okazy zaobserwowano w regionie Gawler na północ od Adelaide w Australii.
Autorzy Illustrated Checklist of the Mammals of the World uznają ten gatunek za monotypowy.

### Etymologia
- Lasiorhinus: gr. λασιος lasios ‘włochaty, kudłaty’; ῥις rhis, ῥινος rhinos ‘nos’[11].
- latifrons: łac. latus ‘szeroki’; frons, frontis ‘brew, czoło’[12].

## Zasięg występowania
Wombatowiec szerokogłowy występuje w południowej Australii, ograniczony do czterech głównych populacji i kilku mniejszych kolonii w półpustynnych regionach południowo-wschodniej Australii Zachodniej (zachodnia równina Nullarbor) i południowej Australii Południowej (na wschód do rzeki Murray). Wprowadzony na wyspę Wedge w Australii Południowej.

## Budowa zewnętrzna
Wombatowiec szerokogłowy jest zwierzęciem o masywnej, krępej budowie, potężnie zbudowanych kończynach przednich z masywnymi stopami zakończonymi mocnymi, długimi pazurami. Długość jego ciała wynosi 84–111 cm, ogona 2,5–6 cm, a masa ciała 17,5–36 kg. Nogi wombata są krótkie, grzbiet ma szary lub czarnobrązowy, białe policzki, kark i pierś. Torba lęgowa samic otwiera się ku tyłowi.

## Tryb życia
Jest zwierzęciem stadnym, tworzy duże kolonie. Silnymi pazurami kopie nory, w których spędza gorącą porę dnia. Nory tworzą często system korytarzy z kilkoma wejściami, korytarzami bocznymi i komorami sypialnymi. W odróżnieniu od wombata tasmańskiego, który przebywa w norze samotnie, wombaty szerokogłowe odpoczywają gromadnie: w norze może przebywać do dziesięciu osobników. Prowadzą nocny tryb życia. Spożywają głównie pokarm roślinny, zwłaszcza rośliny z rodzaju Maireana z rodziny szarłatowatych i komosa, także korzenie. Występuje na terenach półpustynnych, stepach, sawannach, w lasach i zaroślach.

## Rozród
Samce w okresie godowym są agresywne, dochodzi między nimi do potyczek. Samica rodzi jedno młode, które przebywa w torbie lęgowej przez 6–7 miesięcy. Młode osiągają dojrzałość płciową około trzeciego roku życia. W warunkach naturalnych wombaty szerokogłowe żyją ponad piętnaście lat.

## Zagrożenia i ochrona
Pomimo narastającej konkurencji o zasoby pokarmowe (hodowle bydła, króliki) populacje wombata szerokogłowego są liczne, gatunek jest szeroko rozprzestrzeniony, występuje na wielu obszarach chronionych. Obecnie nie jest zagrożony wyginięciem. W Czerwonej księdze gatunków zagrożonych Międzynarodowej Unii Ochrony Przyrody i Jej Zasobów został zaliczony do kategorii NT (ang. near threatened „bliski zagrożenia”).